# نمو البلورات

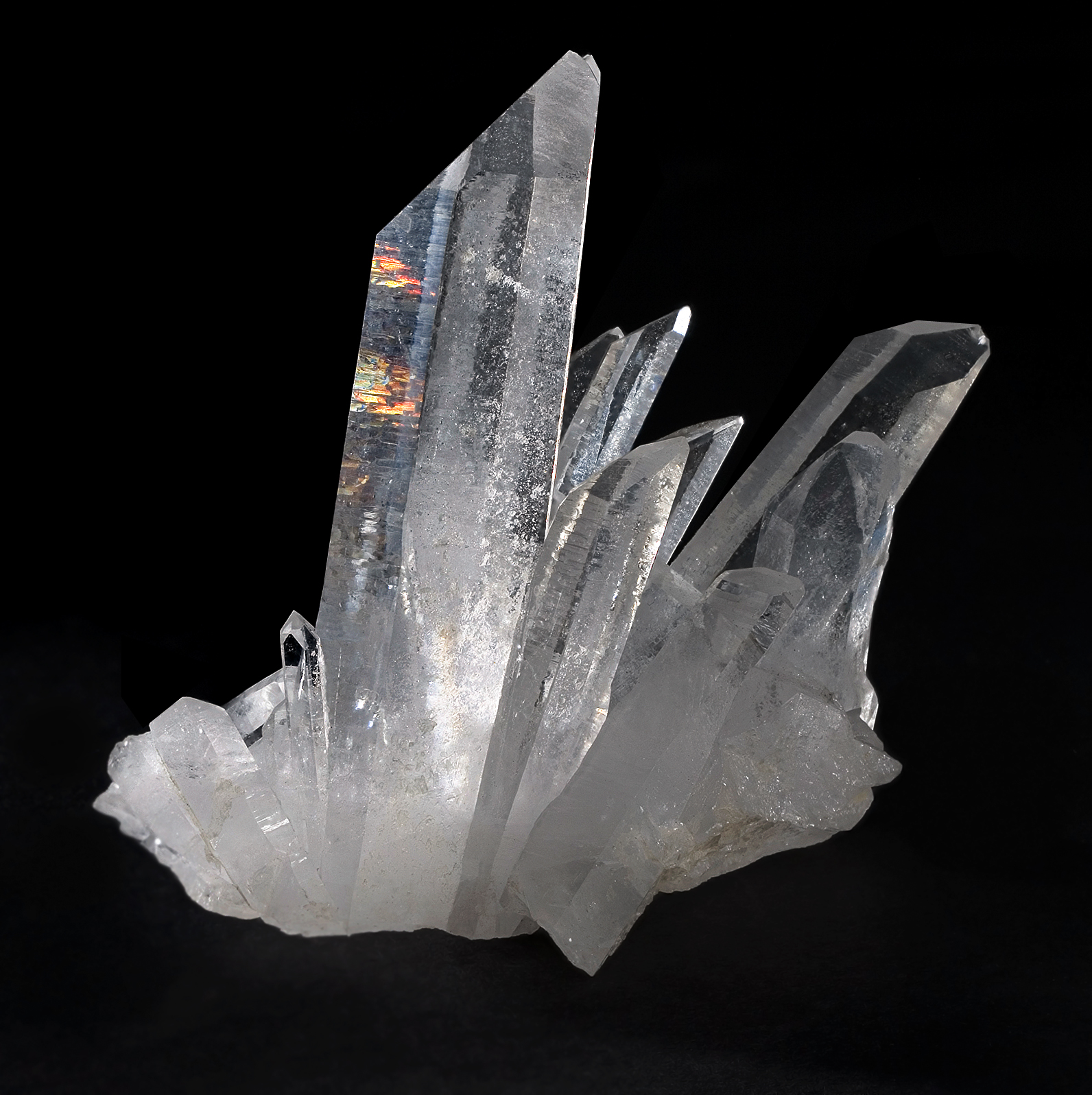
بلورات من الكوارتز.

نمو البلورات هي العملية التي تصف تشكل البلورات أثناء التبلور. يحدث نمو البلورات في العادة من حيث الترتيب بعد عملية التنوي، إلا في حال استخدام نواة تبلور للحصول على الشكل المطلوب من البلورات.
تعطي عملية نمو البلورات جسم صلب بلوري تكون فيه الذرات أو الجزيئات مصطفة بشكل متلاصق، مع وجود مسافات فراغية ثابتة بين بعضها في البلورات المنتظمة، كما أن حالة المادة البلورية متميزة بوجود خاصية التصلب الهيكلي.

## التقنيات

### نمو البلورات من المصهور
من الأمثلة على ذلك عملية تشوخرالسكي والصهر النطاقي، والتي تستخدم من أجل تحضير البلورات الأحادية من السيليكون لتحضير الرقائق.

### تنمو البلورات من الطور الغازي
من الأمثلة على ذلك التسامي أو الترسيب الفيزيائي للبخار بالإضافة إلى الترسيب الكيميائي للبخار.

### نمو البلورات من المحلول
وهو أكثر الحالات شيوعاً واستخداماً في المختبرات الكيميائية، حيث أن المادة تذاب في مذيب مناسب حتى التشبع. إن نمو البلورات من المحلول يتحقق إما بتبخير المذيب، أو بإجراء تغييرات في درجة الحرارة.

## اقرأ أيضاً
- تبلور